# Vườn quốc gia Humboldt
Vườn quốc gia Humboldt là một vườn quốc gia ở Queensland, Úc.